# 撓競技

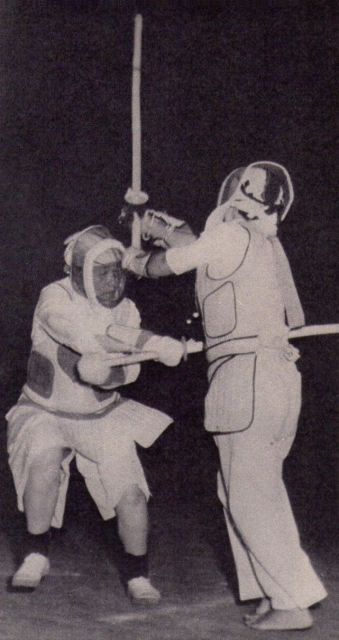
撓競技

撓競技（しないきょうぎ）は、昭和時代戦後の一時期に存在したスポーツ種目である。

## 概要
1945年（昭和20年）、太平洋戦争で日本が敗戦し、連合国軍 (GHQ) に占領された。連合国軍指令（非軍事化政策）により剣道をはじめとする武道は禁止され、その総本山であった大日本武徳会は解散させられた。
1950年（昭和25年）3月5日、剣道は体育スポーツであるとの理念のもと、笹森順造を会長として全日本剣道競技連盟が結成されたが、「剣道」という名称が認められず、全日本撓競技連盟と改称し、武道色を払拭したスポーツとして撓競技が考案された。
同年10月、名古屋市において第1回全日本撓競技大会が、翌年11月、東京都立九段高等学校の体育館で第2回全日本撓競技大会が開催された。
全日本撓競技連盟は学校体育の授業に撓競技を実施することを文部省に要望し、1952年（昭和27年）4月から、中学校以上の正科に採用された。同年10月、第7回国民体育大会にオープン競技として参加した。
一方、1952年4月28日にサンフランシスコ平和条約が発効して連合国の日本占領が終了したことで、同年10月14日に木村篤太郎を会長とする全日本剣道連盟が発足し、撓競技と剣道の合併が議論されるようになった。2年後の1954年（昭和29年）3月、全日本撓競技連盟と全日本剣道連盟は合併し、後者に統一された。これにより撓競技そのものは廃止されたが、ルールの一部は剣道に引き継がれた。
また撓競技は、男子のみならず女子による実施も考慮されたことで、戦前にはほとんど剣道と接点を持たなかった女子が、後に剣道界へ参加していく契機を作ったとする評価がある。

## ルール

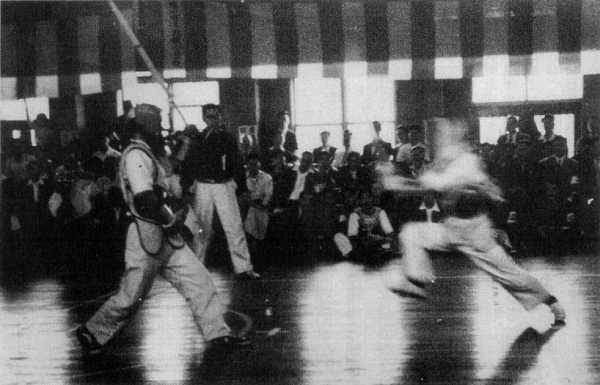
第9回国民体育大会撓競技（1954年）

選手はフェンシングに似たシャツ、ズボン（女子はスカートも着用可）、運動靴、軽量の防具を装用して、袋竹刀で打ち合いポイント数を競った。
従来の剣道の審判員は紋付袴を着用して一名で判定していたが、撓競技の審判員は洋服を着て、紅白の旗を持ち、三名で判定した。
境界線で仕切ったコートの導入、足搦、体当たり、発声の禁止等、従来の剣道にはないルールが新設された。
- 服装
シャツ、ズボン、運動靴、防具

- 撓
全長1.15m以内、重さ300g以上450g以内の袋竹刀。竹を細かく割き、布や皮で包んだもの。

- コート
縦7m、横6m。中央に直径30cmの円または×印をつけ、1.5mの地点に出発線を引く。

- 反則、禁止行為
足搦、体当たり、発声、場外

- 勝敗の判定
制限時間内に決めたポイント数を競う。

- 審判員
3人制。服装は洋服。紅白の旗を持つ。